# Arzago d'Adda
Arzago d'Adda est une commune de la province de Bergame, dans la région Lombardie.

## Administration
| Période                                  | Période  | Identité      | Étiquette | Qualité |
| ---------------------------------------- | -------- | ------------- | --------- | ------- |
| 29 mai 2007                              | En cours | Gabriele Riva |           |         |
| Les données manquantes sont à compléter. |          |               |           |         |

### Communes limitrophes
Agnadel, Calvenzano, Casirate d'Adda, Rivolta d'Adda, Vailate